# Grand Prix Španělska 2016
Grand Prix Španělska 2016 (oficiálně Formula 1 Gran Premio de España Pirelli 2016) se jela na okruhu Circuit de Catalunya v Montmeló ve Španělsku dne 15. května 2016. Závod byl pátým v pořadí v sezóně 2016 šampionátu Formule 1.

## Kvalifikace
| Poř.                       | No. | Jezdec            | Konstruktér               | Časy v kvalifikaci | Časy v kvalifikaci | Časy v kvalifikaci | Pořadí na startu |
| Poř.                       | No. | Jezdec            | Konstruktér               | Q1                 | Q2                 | Q3                 | Pořadí na startu |
| -------------------------- | --- | ----------------- | ------------------------- | ------------------ | ------------------ | ------------------ | ---------------- |
| 1                          | 44  | Lewis Hamilton    | Mercedes                  | 1:23.214           | 1:22.159           | 1:22.000           | 1                |
| 2                          | 6   | Nico Rosberg      | Mercedes                  | 1:23.002           | 1:22.759           | 1:22.280           | 2                |
| 3                          | 3   | Daniel Ricciardo  | Red Bull Racing-TAG Heuer | 1:23.749           | 1:23.585           | 1:22.680           | 3                |
| 4                          | 33  | Max Verstappen    | Red Bull Racing-TAG Heuer | 1:23.578           | 1:23.178           | 1:23.087           | 4                |
| 5                          | 7   | Kimi Räikkönen    | Ferrari                   | 1:23.796           | 1:23.504           | 1:23.113           | 5                |
| 6                          | 5   | Sebastian Vettel  | Ferrari                   | 1:24.124           | 1:23.688           | 1:23.334           | 6                |
| 7                          | 77  | Valtteri Bottas   | Williams-Mercedes         | 1:24.251           | 1:24.023           | 1:23.522           | 7                |
| 8                          | 55  | Carlos Sainz Jr.  | Toro Rosso-Ferrari        | 1:24.496           | 1:24.077           | 1:23.643           | 8                |
| 9                          | 11  | Sergio Pérez      | Force India-Mercedes      | 1:24.698           | 1:24.003           | 1:23.782           | 9                |
| 10                         | 14  | Fernando Alonso   | McLaren-Honda             | 1:24.578           | 1:24.192           | 1:23.981           | 10               |
| 11                         | 27  | Nico Hülkenberg   | Force India-Mercedes      | 1:24.463           | 1:24.203           |                    | 11               |
| 12                         | 22  | Jenson Button     | McLaren-Honda             | 1:24.583           | 1:24.348           |                    | 12               |
| 13                         | 26  | Daniil Kvjat      | Toro Rosso-Ferrari        | 1:24.696           | 1:24.445           |                    | 13               |
| 14                         | 8   | Romain Grosjean   | Haas-Ferrari              | 1:24.716           | 1:24.480           |                    | 14               |
| 15                         | 20  | Kevin Magnussen   | Renault                   | 1:24.669           | 1:24.625           |                    | 15               |
| 16                         | 21  | Esteban Gutiérrez | Haas-Ferrari              | 1:24.406           | 1:24.778           |                    | 16               |
| 17                         | 30  | Jolyon Palmer     | Renault                   | 1:24.903           |                    |                    | 17               |
| 18                         | 19  | Felipe Massa      | Williams-Mercedes         | 1:24.941           |                    |                    | 18               |
| 19                         | 9   | Marcus Ericsson   | Sauber-Ferrari            | 1:25.202           |                    |                    | 19               |
| 20                         | 12  | Felipe Nasr       | Sauber-Ferrari            | 1:25.579           |                    |                    | 20               |
| 21                         | 94  | Pascal Wehrlein   | MRT-Mercedes              | 1:25.745           |                    |                    | 21               |
| 22                         | 88  | Rio Haryanto      | MRT-Mercedes              | 1:25.939           |                    |                    | 22               |
| 107% času vítěze: 1:28.812 |     |                   |                           |                    |                    |                    |                  |
| Zdroj:                     |     |                   |                           |                    |                    |                    |                  |

## Závod
| Poř.   | No. | Jezdec            | Konstruktér               | Počet kol | Čas/Odstoupení   | Pořadí na startu | Body |
| ------ | --- | ----------------- | ------------------------- | --------- | ---------------- | ---------------- | ---- |
| 1      | 33  | Max Verstappen    | Red Bull Racing-TAG Heuer | 66        | 1:41:40.017      | 4                | 25   |
| 2      | 7   | Kimi Räikkönen    | Ferrari                   | 66        | +0.616           | 5                | 18   |
| 3      | 5   | Sebastian Vettel  | Ferrari                   | 66        | +5.581           | 6                | 15   |
| 4      | 3   | Daniel Ricciardo  | Red Bull Racing-TAG Heuer | 66        | +43.950          | 3                | 12   |
| 5      | 77  | Valtteri Bottas   | Williams-Mercedes         | 66        | +45.271          | 7                | 10   |
| 6      | 55  | Carlos Sainz Jr.  | Toro Rosso-Ferrari        | 66        | +1:01.395        | 8                | 8    |
| 7      | 11  | Sergio Pérez      | Force India-Mercedes      | 66        | +1:19.538        | 9                | 6    |
| 8      | 19  | Felipe Massa      | Williams-Mercedes         | 66        | +1:20.707        | 18               | 4    |
| 9      | 22  | Jenson Button     | McLaren-Honda             | 65        | +1 kolo          | 12               | 2    |
| 10     | 26  | Daniil Kvjat      | Toro Rosso-Ferrari        | 65        | +1 kolo          | 13               | 1    |
| 11     | 21  | Esteban Gutiérrez | Haas-Ferrari              | 65        | +1 kolo          | 16               |      |
| 12     | 9   | Marcus Ericsson   | Sauber-Ferrari            | 65        | +1 kolo          | 19               |      |
| 13     | 30  | Jolyon Palmer     | Renault                   | 65        | +1 kolo          | 17               |      |
| 14     | 12  | Felipe Nasr       | Sauber-Ferrari            | 65        | +1 kolo          | 20               |      |
| 15     | 20  | Kevin Magnussen   | Renault                   | 65        | +1 kolo          | 15               |      |
| 16     | 94  | Pascal Wehrlein   | MRT-Mercedes              | 65        | +1 kolo          | 21               |      |
| 17     | 88  | Rio Haryanto      | MRT-Mercedes              | 65        | +1 kolo          | 22               |      |
| Ret    | 8   | Romain Grosjean   | Haas-Ferrari              | 56        | Brzdy            | 14               |      |
| Ret    | 14  | Fernando Alonso   | McLaren-Honda             | 45        | Pohonná jednotka | 10               |      |
| Ret    | 27  | Nico Hülkenberg   | Force India-Mercedes      | 20        | Únik oleje       | 11               |      |
| Ret    | 44  | Lewis Hamilton    | Mercedes                  | 0         | Kolize           | 1                |      |
| Ret    | 6   | Nico Rosberg      | Mercedes                  | 0         | Kolize           | 2                |      |
| Zdroj: |     |                   |                           |           |                  |                  |      |

Poznámky
1. ↑  Kevin Magnussen obdržel trest přičtení 10 sekund k času v cíli za zavinění kolize s Jolyonem Palmerem.

## Průběžné pořadí po závodě
Pohár jezdců
|   | Pořadí | Jezdec           | Body |
| - | ------ | ---------------- | ---- |
|   | 1      | Nico Rosberg     | 100  |
| 1 | 2      | Kimi Räikkönen   | 61   |
| 1 | 3      | Lewis Hamilton   | 57   |
| 1 | 4      | Sebastian Vettel | 48   |
| 1 | 5      | Daniel Ricciardo | 48   |

Pohár konstruktérů
|   | Pořadí | Konstruktér               | Body |
| - | ------ | ------------------------- | ---- |
|   | 1      | Mercedes                  | 157  |
|   | 2      | Ferrari                   | 109  |
|   | 3      | Red Bull Racing-TAG Heuer | 94   |
|   | 4      | Williams-Mercedes         | 65   |
| 1 | 5      | Toro Rosso-Ferrari        | 26   |